# Sara Bareilles
Sara Bethy Bareilles (pronunciado [bəˈɹɛlɪs]; Eureka, California, 7 de diciembre de 1979) es una cantante, pianista y compositora estadounidense de origen portugués que se dio a conocer internacionalmente en 2008 gracias a su éxito «Love Song». En 2010 salió a la venta su disco Kaleidoscope Heart. Ella ha vendido más de 1 millón de discos y más de 4 millones de sencillos en los Estados Unidos y ha sido nominada a los Grammy en tres ocasiones. El 26 de febrero de 2020, ganó un Premio Grammy por su canción "Saint Honesty" (Santa honestidad), en la categoría "Best American Roots Performance". En la tercera temporada del programa de NBC The Sing Off, Bareilles fue jurado junto a Ben Folds y Shawn Stockman.
En 2020, protagonizó la serie de televisión Girls5Eva, estrenada por Peacock y después retomada por Netflix. Producida por Tina Fey, se enfoca en una banda de cantantes pop en los 90 que, 20 años después, deciden reunirse y reiniciar su carrera musical.

## Primeros años y comienzos
Sara Bareilles nació y se crio en Eureka, California; es la menor de tres hijas de Bonnie Halvorsen, una trabajadora de una funeraria, y Paul Bareilles, un agente de seguros y bienes raíces. Es católica y participó en el coro de su escuela secundaria, llamado Limited Edition, y en locales de teatro musical de la comunidad; su gusto por la música se dio a los 8 años.
Más tarde, asistió al programa de Estudios de Comunicación en la Universidad de California en Los Ángeles, donde fue miembro de un grupo a capela de canto, donde cantó versiones de pistas como «Gravity» y «I Want You Back» de The Jackson 5. Su versión de «Gravity» fue incluida en un CD recopilatorio de Lo Mejor a Cappella de la universidad en 2004. Sara también declaró en el programa TRL de MTV que ella y la banda Maroon 5 han sido amigos en sus días de juventud en California, cuando Maroon 5 eran conocidos como Kara's Flowers.
Después de graduarse de la universidad en 2002, se dedicó a tocar en bares y clubes como el Café de Hoteles y Gengis Cohen en Los Ángeles, donde acumuló experiencia antes de actuar en lugares más grandes. Lanzó dos demos, mayormente de canciones en vivo en el año 2003: The First One en abril y Summer Sessions en octubre. En 2004, apareció como cantante de bar en la película independiente Girl Play, donde interpretó la canción «Undertow».

## 2004:Careful Confessions
En 2004, publicó su primer álbum de estudio, titulado Careful Confessions El 15 de abril de 2005, firmó un contrato con Epic Records, filial de Sony Music. Durante 2006 se dedicó a grabar lo que sería su próximo disco donde incluyó algunas canciones de Careful Confessions¡¡.
Entre 2002 y 2006, fue telonera de los conciertos de James Blunt y Maroon 5 de los cuales con el tiempo se hizo amiga, así como del cantante escocés Paolo Nutini durante su gira en los Estados Unidos.

## 2007:Little Voicey el éxito mundial
Para 2007, realizó grabaciones para su segundo disco de estudio, titulado Little Voice. El álbum debutó en el puesto cuarenta y cinco en la lista estadounidense Billboard 200. Después de aparecer en un comercial de Rhapsody en 2007, «Love Song», el primer sencillo, ingresó en las diez primeras posiciones del Billboard Hot 100 el 27 de diciembre de 2007, y alcanzó el cuarto puesto.
Poco después, entró en el UK Singles Chart, donde también llegó a la cuarta posición. Josh Forbes y el actor británico Adam Campbell dirigieron el vídeo musical del tema.
El disco recibió 3 discos de platino por su múltiples ventas; al día de la fecha el disco supera los 5 millones de copias en todo el mundo.
Debido al éxito generado en cuanto a su música, fue invitada para participar en el programa de música Live from Abbey Road interpretando las canciones «Love Song», «Gravity» (que sería el tercer sencillo del álbum) y «Oh Darling». Comentó que durante la grabación de dicho álbum hubo una polémica en torno a su disquera Epic Records que limitó su creatividad y los ejecutivos de dicho sello consideraron liberar su contrato aún sin la finalización de tal álbum; en señal de molestia, compuso «Love Song», con lo que demostró que Epic Records no cometió un error al firmar contrato con ella.
El segundo sencillo fue «Bottle It Up». A pesar de que la canción salió para el otoño de 2008, no tuvo el mismo éxito que su antecesor, pero recibió críticas favorables aunque en algunas partes del mundo como Europa y Latinoamérica, pasó casi desapercibida. Marcos Siega dirigió el vídeo musical. El tercer sencillo, «Gravity», fue lanzado exclusivamente para Estados Unidos y Canadá.

## 2010:Kaleidoscope Heart
Para finales de 2009 y mediados de 2010, Sara se dedicó a la grabación de su tercer álbum de estudio llamado Kaleidoscope Heart, que fue lanzado en septiembre de 2010, y cuenta con el primer sencillo «King Of Anything»; el disco recibió críticas favorables, quienes dijeron que su música es una combinación entre Alicia Keys y Regina Spektor. La revista PopMatters comentó que Kaleidoscope Heart fue pensado para demostrar las capacidades vocales de Sara Bareilles. La disquera lanzó a «Uncharted» como el segundo sencillo del disco en las estaciones de radio norteamericanas en enero de 2011. El tercer sencillo, «Gonna get over you» contó con un vídeo musical dirigido por Jonah Hill, presentado en la radio el 19 de septiembre de 2011. El clip del tema fue subido a YouTube el 22 de septiembre de ese mismo año.

## Colaboraciones
La cantante ha colaborado con bandas como Weezer en la canción «(If You're Wondering If I Want You To) I Want You To» y con OneRepublic en la canción «Come Home», con el cantante estadounidense Jon McLaughlin, en «Summer is over».
Además ha colaborado con otros cantantes como: Sheryl Crow, Bruce Springsteen, Norah Jones y Elvis Costello.

## Rango vocal e influencias
El rango vocal que posee es de una "mezzo-soprano, abarcando 3 octavas y 2 notas las notas van desde un C3-E6. Es a menudo comparada con artistas como Fiona Apple, Billy Joel, Joni Mitchell y Norah Jones debido a su capacidad vocal, estilo musical y la incorporación de piano en su música.[cita requerida]
Sus influencias son notables con artistas como: Fiona Apple, Peter Gabriel, Alicia Keys, Sarah McLachlan, Nelly Furtado, Christina Aguilera, Greg Laswell, Billy Joel y Joni Mitchell.[cita requerida]

## Vida personal
Mantuvo una relación con el guitarrista Javier Dunn hasta 2013.

## Discografía
Álbumes de estudio
- 2004: Careful Confessions
- 2007: Little Voice
- 2010: Kaleidoscope Heart
- 2013: The Blessed Unrest
- 2015: What's Inside: Songs from Waitress
- 2019: Amidst the Chaos
- 2020: More love - Songs from Little Voice Season One

Álbumes en directo
- 2021: Amidst the Chaos: Live from the Hollywood Bowl

Extended plays
- 2012: Once Upon Another Time

## Filmografía
| Año  | Título                                 | Rol              |
| ---- | -------------------------------------- | ---------------- |
| 2023 | Waitress: The Musical                  | Jenna Hutcherson |
| 2018 | Jesus Christ Superstar Live in Concert | Mary Magdalene   |

| Año  | Título       | Rol           |
| ---- | ------------ | ------------- |
| 2021 | Girls5Eva    | Dawn Solano   |
| 2020 | Little Voice | Ella misma    |
| 2013 | Community    | Guía de globo |
| 2009 | 30 Rock      | Ella misma    |